# Ancylotrypa flaviceps
Ancylotrypa flaviceps là một loài nhện trong họ Cyrtaucheniidae. Loài này phân bố ờ het oosten van Afrika.